# 小杉大仏

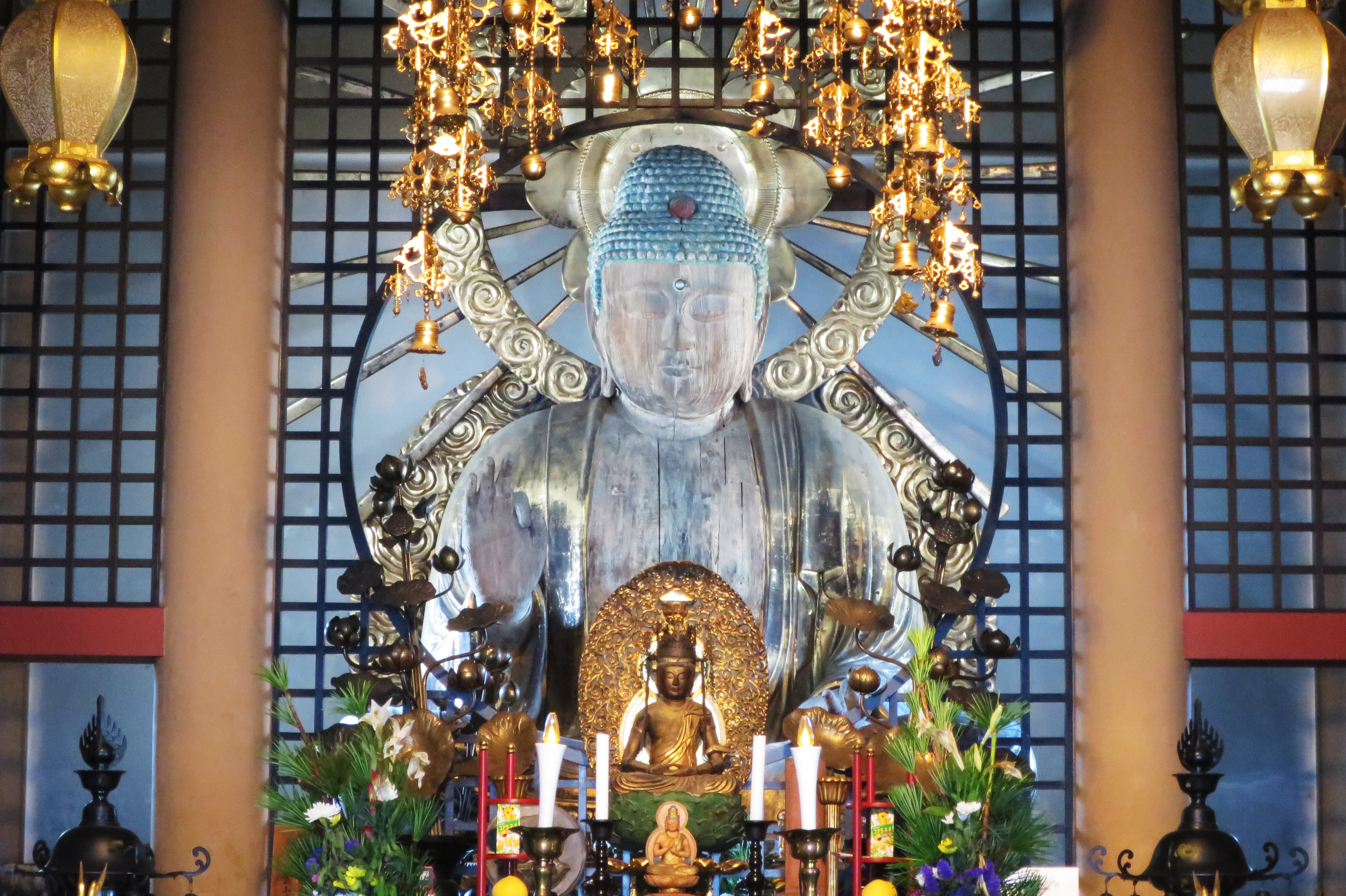
小杉大仏

小杉大仏（こすぎだいぶつ）は、富山県射水市三ケの真言宗蓮王寺にある木製の阿弥陀如来座像。
高岡大仏、庄川大仏と共に越中三大仏の一つ。高寺大仏とも呼ばれている。

## 概要
高さ約5メートル。頭部と手は建立当時のもの。

## 歴史
建立は平安時代（1000年頃?）という。戦国時代、長尾為景がこの一帯を焼き討ちし焼失する。焼き討ちの際、住民は大仏の頭部と手を剥ぎ取り避難したため、頭部と手は奇跡的に助かる。江戸時代中期、胴体部分が復元される。新しい胴体に建立時の頭部を繋ぎ合わせたため、現在もその跡が残る。

## 交通アクセス
鉄道
あいの風とやま鉄道小杉駅から車で5分